# La mort est rousse
Pour plus de détails, voir Fiche technique et Distribution.
La mort est rousse est un téléfilm dramatique diffusé en 2002, de Christian Faure.

## Synopsis
Charlotte est une jeune femme qui a perdu ses parents étant adolescente. Elle a surmonté cette terrible épreuve grâce au médecin qui tenta en vain de sauver ses parents, Vincent. Ainsi après 15 ans de bonne entente dont 10 (je crois) de vie heureuse en couple, elle apprend par hasard l'infidélité de Vincent lors d'un voyage (une conférence) à l'étranger. De nature impulsive, Charlotte part de chez elle, c'est alors que Vincent apprend que sa femme a eu un accident de voiture et qu'elle n'a pas survécu...
Meurtri, Vincent est totalement chamboulé lorsqu'il reçoit quelques jours plus tard un email, avec des jeux de mots tels que les faisaient Charlotte, signé Rachel qui n'est autre que la signature cachée de Charlotte...

## Fiche technique
Source : IMDb, sauf mention contraire
- Réalisation : Christian Faure
- Producteur : Pascal Servais
- Musique : Charles Court
- Photographie : Acácio de Almeida
- Montage : Marie-Claude Lacambre
- Décors : Clara Vinhais
- Coordinateur des cascades : João Gaspar
- Sociétés de production : France 2, Seneca Productions
- Pays d'origine : France
- Genre : Film dramatique
- Durée : 90 minutes
- Date de diffusion : 19 juin 2002 sur France 2

## Distribution
- Elsa Lunghini : Charlotte
- Bernard Giraudeau : Vincent
- Éva Darlan : Patricia
- Mélanie Bernier : Charlotte à 14 ans
- Laure Killing : Katharina
- Julie Marboeuf : Isabelle
- Danièle Denie : Adrienne de Montalembert
- Gilles Gaston-Dreyfus : François
- Étienne Draber : Édouard de Montalembert
- Irène Tassembedo : Zoé
- Philippe Ogouz : le professeur Schulman
- Ângelo Torres : Madousso
- Armelle : Diane
- Fabien Béhar : Jean-Gilles
- Olivier Lusse : Vincent à 28 ans
- Jo Stevens : Esther
- Malkiel Golomb : Baptiste
- Carla Bolito : Claire
- Jorge Mourato : Frédéric
- Sílvia Balancho
- Maria Bismark : la grand-mère de Charlotte
- Mário Bomba
- Pedro Calvinho : le grand-père de Charlotte
- Jorge Falé
- Adelaïde João : Giséle
- Sara Livramento : une danseuse
- Vera Livramento : une danseuse
- Sandra Maia
- Jean-Louis Michel : le réalisateur
- Sylvain Pecker : le gendarme
- José Topa